# 長野隆之
長野 隆之（ながの たかゆき、1967年 - 2011年）は、日本の民俗学者。元國學院大學准教授。

## 来歴
北海道出身。札幌の高校を卒業後、竹内銃一郎主宰の劇団秘法零番館に俳優兼演出助手として入団。退団後に國學院大學に進み、2004年國學院大學大学院博士課程を修了した。同年3月に「民謡の「場」をめぐる民俗学的研究」で博士（文学）の学位を國學院大學から取得した。
同年國學院大學兼任講師となり、専任講師（2005年）を経て、2007年に准教授となる。2011年に膵臓がんのため死去。

## 著書

### 単著
- 『語られる民謡 - 歌の「場」の民俗学』瑞木書房、2007年

### 共編著・訳書
- 『歌のちから 岩手県旧江刺郡の民俗歌謡資料と研究』（共編著）瑞木書房、2003年

## 論文
- cinii